# Marco Hösel
Marco Hösel (Stollberg, 29 de diciembre de 1980) es un deportista alemán que compitió en ciclismo en la modalidad de trials, ganador de ocho medallas en el Campeonato Mundial de Ciclismo de Montaña entre los años 1999 y 2006.

## Palmarés internacional
| Campeonato Mundial | Campeonato Mundial       | Campeonato Mundial | Campeonato Mundial |
| Año                | Lugar                    | Medalla            | Competición        |
| ------------------ | ------------------------ | ------------------ | ------------------ |
| 1999               | Avoriaz ( Francia)       | Medalla de oro     | Trials 20″         |
| 2000               | Sierra Nevada ( España)  | Medalla de plata   | Trials 20″         |
| 2001               | Vail ( Estados Unidos)   | Medalla de plata   | Trials 20″         |
| 2002               | Kaprun ( Austria)        | Medalla de oro     | Trials 20″         |
| 2003               | Lugano ( Suiza)          | Medalla de plata   | Trials 20″         |
| 2004               | Les Gets ( Francia)      | Medalla de plata   | Trials 20″         |
| 2005               | Livigno ( Italia)        | Medalla de plata   | Trials 20″         |
| 2006               | Rotorua ( Nueva Zelanda) | Medalla de oro     | Trials 20″         |